# Stazione di Ploaghe
Stazione di Ploaghe vasútállomás Olaszországban, Szardínia régióban, Ploaghe településen.

## Vasútvonalak
Az állomást az alábbi vasútvonalak érintik:
- Ozieri Chilivani–Porto Torres Marittima-vasútvonal

## Kapcsolódó állomások
A vasútállomáshoz az alábbi állomások vannak a legközelebb: 
- Stazione di Campomela
- Stazione di Ardara